# Special Olympics Sint Maarten
Special Olympics Sint Maarten (englisch: Special Olympics Sint Maarten) ist der Verband von Special Olympics International, der weltweit größten Sportbewegung für Menschen mit geistiger Beeinträchtigung und Mehrfachbeeinträchtigung, auf Sint Maarten Verband. Ziel ist die sportliche Förderung dieser Personengruppe und die Sensibilisierung der Gesellschaft für sie. Außerdem betreut der Verband Athletinnen und Athleten von Sint Maarten bei den Special Olympics Wettbewerben.

## Geschichte
Special Olympics Sint Maarten wurde in den späten 1970er Jahren gegründet.

## Aktivitäten
2021 waren 84 Athletinnen, Athleten und Unified Partner sowie 9 Trainer bei Special Olympics Sint Maarten registriert.
Der Verband nahm 2022 an den Programmen Athlete Leadership, Healthy Athletes und Young Athletes teil, die von Special Olympics International ins Leben gerufen worden waren.

### Sportarten
Folgende Sportarten wurden 2022 vom Verband angeboten: 
- Boccia (Special Olympics)
- Fußball (Special Olympics)
- Leichtathletik (Special Olympics)
- Schwimmen (Special Olympics)

### Teilnahme an Weltspielen vor 2020
(Quelle:)
- 2011 Special Olympics World Summer Games, Athen
- 2013 Special Olympics World Winter Games, PyeongChang, Südkorea

### Teilnahme an den Special Olympics World Summer Games 2023 in Berlin
Special Olympics Sint Maarten nahm an den Special Olympics World Summer Games 2023 teil. Der Gouverneur war bei der Eröffnungsfeier der Spiele in Berlin anwesend. Die Delegation wurde vor den Spielen im Rahmen des Host Town Program von Neuendettelsau betreut.